# David Weber

David Weber en echtgenote

David Weber is een succesvol Amerikaans sciencefiction- en fantasyschrijver, waarvan miljoenen boeken verkocht zijn. Hij is vooral bekend van zijn Honor Harrington-serie, en subseries die zich in hetzelfde universum afspelen, met zolangzamerhand tientallen titels. Deze zijn uitgegeven door Baen Books.
Zijn eerst geschreven boek was The Apocalypse Troll, dat echter pas later uitgegeven werd.
De sciencefiction die hij schrijft valt veelal in de categorie militaire sciencefiction, met vaak avonturen in de ruimte (space opera). In sommige van zijn boeken gaat hij ervan uit dat er in de toekomst een militaire organisatie zal bestaan die volstrekt geslachtsneutraal is. 
Waar sommige auteurs worstelen met persoonlijk voornaamwoorden in de derde persoon en het gekunstelde "hij of zij" gebruiken heeft David Weber dit opgelost door wanneer hij vanuit een mannelijk perspectief schrijft over andere personen in algemene zin "hij" te gebruiken, en wanneer hij vanuit een vrouwelijk perspectief schrijft "zij" te gebruiken.

## Uitgebrachte werken
Veel van de boeken van David Weber zijn beschikbaar via het internet, geheel of gedeeltelijk via de 'Baen Free Library'. Bij de uitgever zijn de boeken ook als e-book te bestellen.
Diverse hardcovers uit de Honor Harrington serie (en andere series) bevatten een CD met hierop elektronische versies van alle boeken uit de serie tot dan toe (plus andere boeken). De inhoud van de CDs is door de uitgever vrijgegeven voor vrije distributie. De uitgever staat erom bekend zich af te zetten tegen digital rights management, en brengt alles uit zonder kopieerbeveiliging, maar slechts een beperkt deel gratis. Wel wordt van nieuw werk vaak de eerste hoofdstukken gratis toegankelijk op de site gezet, in de verwachting dat de lezer dan wil weten hoe het afloopt en het hele boek koopt.

### Honor HarringtonSerie
Links naar online e-boeken op twee sites van de uitgever: baen.com en webscription.net, behalve de te verschijnen boeken die op jiltanith.thefifthimperium.com zijn geplaatst.
- On Basilisk Station
- The Honor of the Queen
- The Short Victorious War
- Field of Dishonor
- Flag in Exile
- Honor Among Enemies
- In Enemy Hands
- Echoes of Honor
- Ashes of Victory
- War of Honor
- The Shadow of Saganami Herfst 2004

#### Worlds of HonorVerzamelbundels
Korte verhalen die zich afspelen in de wereld van (het universum van) Honor Harrington. David Weber heeft hier de redactie over gevoerd.
- More than Honor
- Worlds of Honor
- Changer of Worlds
- The Service of the Sword

#### Boeken met relaties naar de Honor Harrington serie
- Crown of Slaves

### Heirs of Empire serie
- Mutineers' Moon
- The Armageddon Inheritance
- Heirs of Empire

### Fantasy Boeken
- Oath of Swords
- The War God's Own
- Wind Rider's Oath

### Overige
- Path of the Fury
- The Apocalypse Troll
- The Excalibur Alternative

### Samenwerkingen

#### Steve White
- Insurrection
- Crusade
- In Death Ground
- The Shiva Option

#### John Ringo
- March Upcountry
- March to the Sea
- March to the Stars

#### Eric Flint
- 1633
  - preceded by 1632
- Crown of Slaves
  - see above